# Monte Vigese
Monte Vigese este o arie protejată (arie specială de conservare — SAC, sit de importanță comunitară — SCI, arie de protecție specială avifaunistică — SPA) din Italia întinsă pe o suprafață de 618 ha, integral pe uscat.

## Localizare
Centrul sitului Monte Vigese este situat la coordonatele 44°12′46″N 11°05′38″E / 44.212778°N 11.093889°E.

## Înființare
Situl Monte Vigese a fost declarat sit de importanță comunitară în iunie 1995 pentru a proteja 31 de specii de animale. Alte tipuri de protecție:
- arie de protecție specială avifaunistică (în februarie 2004)[3]
- arie specială de conservare (în martie 2019)[2][4][5]

## Biodiversitate
Situată în ecoregiunea continentală, aria protejată conține 11 habitate naturale: Pajiști uscate seminaturale și facies de acoperire cu tufișuri pe substraturi calcaroase (Festuco-Brometalia) (* situri importante pentru orhidee), Păduri de Castanea sativa, Pajiști carstice calcaroase sau bazofile, de Alysso-Sedion albi, Formațiuni de Juniperus communis pe lande sau pajiști calcaroase, Păduri de Quercus ilex și Quercus rotundifolia, Păduri de fag Asperulo-Fagetum, Pante stâncoase calcaroase cu vegetație casmofită, Pajiști cu Molinia pe soluri calcaroase, turboase sau argilos-nămoloase (Molinion caeruleae), Păduri pe pante, grohotișuri și ravene de Tilio-Acerion, Păduri de stejar alb estice, Grohotișuri termofile și vest-mediteraneene.
La baza desemnării sitului se află mai multe specii protejate:
- păsări (23): fâsă-de-câmp (Anthus campestris), fâsă de pădure (Anthus trivialis), lăstunul mare (Apus apus), acvilă de munte (Aquila chrysaetos), caprimulg (Caprimulgus europaeus), șerpar (Circaetus gallicus), erete de stuf (Circus aeruginosus), cuc (Cuculus canorus), lăstun de casă (Delichon urbicum), presură de grădină (Emberiza hortulana), Falco biarmicus, șoim călător (Falco peregrinus), Hippolais polyglotta, rândunică (Hirundo rustica), capîntortură (Jynx torquilla), sfrâncioc roșiatic (Lanius collurio), ciocârlie de pădure (Lullula arborea), privighetoare (Luscinia megarhynchos), viespar (Pernis apivorus), codroșul de pădure (Phoenicurus phoenicurus), Ptyonoprogne rupestris, silvie roșcată (Sylvia cantillans), silvie de câmp (Sylvia communis)
- amfibieni (1): Triturus carnifex
- mamifere (3): lupul (Canis lupus), liliacul mare cu potcoavă (Rhinolophus ferrumequinum), liliacul mic cu potcoavă (Rhinolophus hipposideros)
- nevertebrate (4): Austropotamobius pallipes, croitorul mare al stejarului (Cerambyx cerdo), Euplagia quadripunctaria, rădașcă (Lucanus cervus)

Pe lângă speciile protejate, pe teritoriul sitului au mai fost identificate 1 specie de amfibieni, 6 specii de mamifere, 1 specie de reptile.